# التسوية النمساوية المجرية

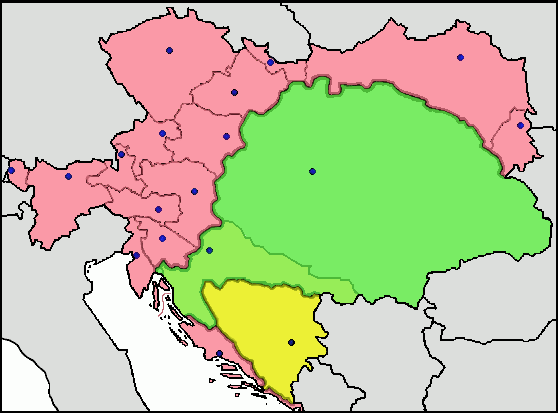
تقسيم الأراضي بين النمسا والمجر: باللون الوردي الأراضي التي تُدار من فيينا، وباللون الأزرق الأراضي التي تُدار من بودابست طبقا لاتفاقية الحكم الثنائي لعام 1867. بدءًا من عام 1878 أصبحت المنطقة باللون الأخضر تدار من البوسنة والهرسك.

التسوية النمساوية المجرية عام 1867 (بالألمانية: Österreichisch-Ungarischer Ausgleich، بالمجرية: Kiegyezés) أسست النظام الملكي المزدوج للنمسا والمجر. أعادت هذه التسوية تأسيس السيادة السابقة ووضع مملكة المجر قبل عام 1848، لتكون منفصلة عن الإمبراطورية النمساوية وغير خاضعة لها. ووضعت التسوية حدًا للديكتاتورية العسكرية التي استمرت 18 عامًا والحكم المطلق للمجر الذي أسسه فرانتس يوزف بعد الثورة المجرية عام 1848. وجرت استعادة وحدة أراضي مملكة المجر. مثلما أعادت الاتفاقية أيضًا الدستور التاريخي القديم لمملكة المجر.
كان للزعماء السياسيين المجريين هدفان رئيسيان خلال المفاوضات. كان أحدهما هو استعادة الوضع التقليدي (القانوني والسياسي) للدولة المجرية، والذي فقد بعد الثورة المجرية عام 1848. وكان الهدف الآخر هو استعادة سلسلة قوانين الإصلاح للبرلمان الثوري لعام 1848، والتي استندت إلى النقاط الإثني عشر التي أسست الحقوق المدنية والسياسية الحديثة والإصلاحات الاقتصادية والمجتمعية في المجر. حتى قوانين أبريل للبرلمان الثوري المجري (باستثناء القوانين المستندة إلى النقطتين التاسعة والعاشرة) التي أعادها فرانتس يوزف.
في ظل التسوية، أعيد تنظيم أراضي آل هابسبورغ كاتحاد حقيقي بين الإمبراطورية النمساوية ومملكة المجر، برئاسة ملك واحد حكم كإمبراطور للنمسا في النصف النمساوي من الإمبراطورية، وكملك على المجر في مملكة المجر. كانت ولايتا سيسايثانيا (النمساوية) وترانسيسايثانيا (الهنغارية) محكومة من قبل برلمانات منفصلة ورؤساء وزراء. انتهج البلدان سياسات دفاعية ودبلوماسية خارجية موحدة. ولهذه الأسباب، أبقي على وزارتي الخارجية والدفاع «المشتركة» تحت السلطة المباشرة للملك، مثلما كانت وزارة ثالثة مسؤولة فقط عن تمويل الحقائب «المشتركة».
اعتبرت التسوية على نطاق واسع على أنها خيانة للمصالح المجرية الحيوية وإنجازات إصلاحات عام 1848 من قبل المجتمع المجري. كانت علاقة المجر بالنمسا قبل ثورة 1848 اتحادًا شخصيًا، في حين جرى تقليص وضعها بعد تسوية عام 1867 إلى شراكة في اتحاد حقيقي. وهكذا بقي الحل الوسط غير مرغوب بشكل كبير بين الناخبين من أصل مجري: لم يدعم ذوو الإثنية المجرية عمومًا الحزب الليبرالي الحاكم في الانتخابات البرلمانية المجرية. لذلك فإن الحفاظ السياسي على التسوية النمساوية المجرية، وبالتالي النمسا-المجر نفسها، كان في الغالب نتيجة لشعبية الحزب الليبرالي الحاكم المؤيد للتسوية بين ناخبي الأقليات الإثنية في مملكة المجر.
وفقًا للإمبراطور النمساوي فرنتس يوزف الأول، «كنا ثلاثة من توصلنا إلى الاتفاقية: دياك وأندراشي وأنا».

## الخلفية التاريخية

### 1526–1848
في العصور الوسطى، كانت دوقية النمسا دولة مستقلة داخل الإمبراطورية الرومانية المقدسة، يحكمها آل هابسبورغ، وكانت مملكة المجر دولة ذات سيادة خارج الإمبراطورية. في عام 1526، هُزمت المجر وغزتها الإمبراطورية العثمانية جزئيًا. لم يكن لملك المجر وبوهيميا لويس الثاني وريث شرعي وتوفي شابًا في معركة موهاج. انتخب صهر لويس الثاني، فرديناند الأول ملك هابسبورغ، ملكًا للمجر من قبل البرلمان الضعيف في بوزوني في ديسمبر عام 1526. وطُرد العثمانيين بعد ذلك من المجر من قبل القوات المسيحية الغربية الدولية بقيادة الأمير يوجين من سافوي بين عامي 1686 و1699. حكمت المجر من قبل أسرة هابسبورغ كملوك للمجر منذ العام 1526 حتى عام 1804، لكنها ظلت منفصلة اسميًا وقانونيًا عن أراضي ملكية هابسبورغ الأخرى، على عكس المناطق التي كانت خاضعة لحكم هابسبورغ، وكان لمملكة المجر دستور تاريخي قديم، حد من سلطة التاج وزاد بشكل كبير من سلطة البرلمان منذ القرن الثالث عشر.
في 1804، تم إلغاء الإمبراطورية الرومانية المقدسة، وأنشئت الإمبراطورية النمساوية. وشملت الإمبراطورية النمساوية المجر كدولة تأسيسية لم تعد ذات سيادة. ما أثار استاء المجريون. هددت المشاعر القومية بين المجريين والشعوب الأخرى في المنطقة استقرار الدولة وقوة النخبة النمساوية.
في الثورة المجرية الفاشلة عام 1848، اقترب المجريون من استعادة الاستقلال، وهزمتهم الإمبراطورية النمساوية فقط بمعونة من الإمبراطورية الروسية. بعد عام 1848، وضعت الامبراطورية العديد من الإصلاحات الدستورية، في محاولة لحل المشكلة، دون أن تكلل بالنجاح.
في عام 1866، هـُـزمت النمسا تماماً في الحرب البروسية النمساوية وانتهت إلى الأبد مكانتها كالدولة الرائدة في ألمانيا، وسرعان ما دخلت الدول الألمانية الصغيرة المتبقية في الإمبراطورية الألمانية التي أنشأتها بروسيا. كما خسرت النمسا تقريباً جميع المطالبات والنفوذ المتبقي لها في إيطاليا، والتي كانت المصلحة الرئيسية لها في السياسة الخارجية.
الدولة بحاجة إلى إعادة تعريف نفسها للحفاظ على الوحدة في مواجهة القومية.

## التبني
في أعقاب الهزيمة على يد البروسيين، تجددت الدعوات في المجر للانفصال كامل عن النمسا. وتجنباً لهذا، طرح فرانتس يوزف الأول إمبراطور النمسا وبلاطه اقتراح النظام الملكي المزدوج.
يعتبر رجل الدولة المجري فيرنس دياك العقل المدبر للتسوية. أراد دياك في البداية استقلال المجر ودعم ثورة 1848، إلا أنه انفصل عن القوميين المتشددين ودعى اتحاد معدل تحت حكم آل هابسبورغ. رأى دياك بأن يكون للمجر الحق في الاستقلال الداخلي الكامل، بينما تظل مسائل الدفاع والشؤون الخارجية «مشتركة» إلى كل من النمسا والمجر تحت مرسوم العلمي لعام 1713. كما أدرك بأن المجر مستفيدة من استمرار الوحدة مع الأغنياء، فالنمسا أكثر تصنيعاً، ومن شأن التسوية إنهاء الضغوط على النمسا بشأن الاختيار الدائم بين المجريين والأقوام السلافية في مملكة المجر. تفاوض المستشار الامبراطوري فون بويست بسرعة على التسوية مع القادة المجريين. فقد كان فون بويست يرغب بشكل خاص في تجديد الصراع مع بروسيا، وظن أن تسوية سريعة مع المجر ستجعل من ذلك ممكناً. وقع فرانتس يوزف ودياك على التسوية، وتمت المصادقة عليها دايت المجر المستعاد يوم 29 مايو 1867.
ولم تتحقق رغبة فون بويست في الانتقام من بروسيا. ففي عام 1870 لمـّـا أراد فون بويست أن تدعم الإمبرطورية النمساوية المجرية فرنسا في حربها ضد بروسيا، منعت معارضة رئيس الوزراء المجري جولا أندراشي الشديدة التدخل النمساوية.